# Dĩnh Châu
Dĩnh Châu (chữ Hán giản thể: 颍州区, âm Hán Việt: Dĩnh Châu khu) là một quận thuộc địa cấp thị Phụ Dương, tỉnh An Huy, Cộng hòa Nhân dân Trung Hoa. Quận này có diện tích 496 km2, dân số 590.000 người, mã bưu chính là 236001. Quận lỵ đóng tị đại lộ Dĩnh Nam. Về mặt hành chính, quận Dĩnh Châu được chia thành 4 nhai đạo biện sự xứ, 6 trấn, 1 hương. 
- Nhai đạo biện sự xứ: Cổ Lâu, Dĩnh Tây, Thanh Hà, Văn Phong.
- Trấn: Trình Tập, Vương Điếm, Tây Hồ, Cửu Long, Tam Hợp, Tam Thập Lý Phố.
- Hương: Mã Trại